# Christine Gregoireová
Christine O'Grady „Chris“ Gregoireová (nepřechýleně Gregoire, výslovnost [ˈɡrɛɡwɑr]IPA; * 24. března 1947 Adrian, Michigan) je americká politička za Demokratickou stranu, která v letech 2005–2013 zastávala úřad guvernérky státu Washington. O funkci guvernérky se ucházela poprvé v roce 2004, kdy porazila republikánského kandidáta Dino Rossiho, jehož opětovně porazila v následujících volbách v roce 2008. Je historicky druhou ženou v čele státu Washington.
Narodila se ve městě Adrian ve státě Michigan, vychovávána však byla ve washingtonském Auburnu. Vystudovala Washingtonskou univerzitu v Seattlu a následně studovala právo na soukromé katolické univerzitě Gonzaga ve Spokane. Následně působila jako asistentka generálního prokurátora Slade Gortona. V této pozici se zaměřovala na případy zneužívání dětí. S manželem Michaelem má dvě dcery, Courtney (* 1979) a Michelle (* 1984), které absolvovaly střední školu v Olympii.
V roce 2003 ji byl diagnostikován karcinom prsu v raném stádiu během rutinní prohlídky na mamografu. Po operaci se zotavila a svůj boj z rakovinou zmiňuje ve svých projevech o zdravotnictví.